# مقاطعة أونسلو (كارولاينا الشمالية)
مقاطعة أونسلو (بالإنجليزية: Onslow County)‏ هي إحدى مقاطعات ولاية كارولاينا الشمالية في الولايات المتحدة الأمريكية. مركز المقاطعة أو مقعدها هي مدينة جاكسونفيل. تأسست هذه المقاطعة سنة 1734.أصل هذه المقاطعة يأتي من: مقاطعة نيوهانوفر.